# Aniceto de Castro Albarrán
Aniceto de Castro Albarrán (Martínez, Ávila, 1896 - Madrid, 1981) fue un escritor y sacerdote católico español.

## Biografía
Vivió en Alpedrete, un pueblo de la comunidad de Madrid. Estudió en la Universidad Pontificia Comillas y poco después obtuvo la plaza de canónigo magistral de Salamanca.
Durante la Segunda República, al ser disuelta por el gobierno de Manuel Azaña la Compañía de Jesús en enero de 1932, los jesuitas no podían legalmente dirigir la citada Universidad Pontificia, por lo que Aniceto de Castro fue designado por el nuncio apostólico, el cardenal Federico Tedeschini, como rector de la misma. De pensamiento tradicionalista, colaboró con la revista católico-monárquica Acción Española.
Lejanamente implicado en la Sanjurjada de agosto de 1932, dedicó el resto de ese año a escribir una obra en la que trataba de deslegitimar la democracia y el sufragio universal en los que se basaba el régimen republicano. Gracias a una donación de 5000 pesetas, proveniente del entorno de Acción Española, surgió El derecho a la rebeldía, publicado en 1933 antes de las elecciones de aquel año, libro que fue considerado por algunos sectores como una provocación, al legitimar «la lucha, para conseguir la paz». Contaba con un prólogo de Pedro Sainz Rodríguez en el que este elogiaba el ensayo por explicar «cómo puede llegar a ser legítima la rebelión y la violencia», con las cuales se han creado «heroicamente» estados totalitarios como los de Hitler y Mussolini, y deseando para España el mismo fin.
El 24 de septiembre de 1934, debido al escándalo que produjo con El derecho a la rebeldía (y con la inclusión de su cargo en Comillas en la portada), presentó su dimisión e incluso se alejó de esta institución docente. La Santa Sede, debido a presiones del cardenal Vidal y Barraquer, le revocó el nihil obstat, pero el ultraconservador Isidro Gomá declararía que la obra era teológicamente ortodoxa.

### Durante la Guerra civil
Al estallar la guerra civil, se alineó con el bando nacional. Ya en agosto de 1936, en una alocución radiofónica, anticipaba el carácter de "cruzada" religiosa del conflicto en un discurso que, a partir de entonces, haría fortuna entre los propagandistas del nacionalcatolicismo: «Es una lucha por Dios y por la Patria. (...) Será nuestro grito el grito de los cruzados: ¡Dios lo quiere!».
Posteriormente, en 1938, publicó Guerra Santa. El sentido católico del Movimiento Nacional español en plena contienda, con prólogo de Gomá (máxima autoridad entonces de la Iglesia española). Allí avanzaba las etapas del previsible proceso secularizador de la conocida como Cruzada Española:

"...Despejado nuestro levantamiento de su significación religiosa, que le da altura de Cruzada, queda rebajado al plano de cualquier pronunciamiento, para presentarlo al mundo como una militarada más, que ha engendrado una guerra civil, y una reacción fascista, una lucha de clases..."
Guerra Santa, El sentido católico del Movimiento Nacional español

Debido a los méritos contraídos en la tarea de movilizar a los católicos hacia el golpe de Estado, fue recompensado por Franco con el nombramiento de director de ejercicios espirituales del dictador. No en vano, ha sido considerado por el padre Juan de Usabiaga como «el progenitor doctrinal del levantamiento armado contra la República».

### Posguerra
En 1941 reedita, en versión ampliada, su cuestionado libro de 1933 con el título El derecho al alzamiento. En él, se felicita por haber contribuido a influir en la preparación del ambiente para la sublevación: «aquella rebeldía que yo entonces preconizaba, vino a concretarse, dichosamente, en nuestro Alzamiento Nacional del 17 de julio de 1936». Como en otras obras suyas, bendice la represión franquista de la guerra y posguerra ya que, según él, la muerte o encarcelamiento de los republicanos son actos de purificación, purgas necesarias para la regeneración de España.

## Obras
- El derecho a la rebeldía. Madrid, 1933.
- Guerra Santa. El sentido católico del Movimiento Nacional español.  Editorial Española, Burgos, 1938.
- Este es el cortejo... Héroes y mártires de la Cruzada Española. Salamanca, 1938.
- Polvo en sus sandalias. Salamanca, 1940.
- La gran víctima. La Iglesia española, mártir de la revolución roja. Salamanca, 1940.
- El derecho al alzamiento. Talleres Cervantes, Salamanca, 1941.
- Concepto pagano y concepto cristiano del cuerpo. 1942.
- Los dos ciudadanos. Conferencias cuaresmales. 1943.
- Teresa de Jesús, loca de la Eucaristía. Madrid, 1952.
- Lo nuevo conciliar y lo eclesial perenne: de la antítesis a la inserción. 1967.